# Francis Notenboom
Francis Notenboom, född 9 augusti 1957, är en belgisk bågskytt. Han deltog vid olympiska sommarspelen 1988.